# کالسکاگ پایینی (آلاسکا)
کالسکاگ پایینی (به انگلیسی: Lower Kalskag) شهری در ناحیه سرشماری بتل ایالت آلاسکا است که جمعیت آن در سرشماری سال ۲۰۰۰ میلادی ۲۶۷ نفر بوده‌است.